# الأقصر لاس فيجاس
فندق الأقصر لاس فيجاس هو فندق يقع في مدينة لاس فيجاس الأمريكية تم تصميمه على شكل المعابد المصرية القديمة
و يوجد في مدخله تماثيل لأبو الهول والهرم.
فندق الأقصر لاس فيغاس والكازينو في لاس فيغاس في نيفادا .
الفندق يتكون من 30 طابقا ، التي تملكها وتشغلها MGM الدولية للمنتجعات ، ويحتوي على 120،000 قدم مربع (11،000 م 2) و87 ألعاب الطاولة.
تم تجديد الفندق في عامي 2008-2009 ، ولديها تصميم حديثة للغاية، والمعاصرة الجديدة وتحتوي على ما مجموعه 4،400 غرفة، بما في ذلك 442 جناحا ، وتبطين الجدران الداخلية من برج نمط الهرم وداخل أبراج التوأم الزقورة من 22 طابق والتي تم بناؤها لاحقاً .
يرجع اسم الفندق لمدينة الأقصر (طيبة القديمة) في مصر .
فندق الأقصر هو ثاني أكبر فندق في لاس فيجاس (وأكبرها ام جي ام غراند) ويحتل المرتبة الثامنة لأكبر فنادق العالم .
الأقصر لاس فيغاس يشمل 20،000 قدم مربعة (1،900 م 2) ، وأربعة حمامات السباحة وأحواض المياه الساخنة ، و29 من متاجر البيع بالتجزئة.
من عام 2000 إلى عام 2005، كان مسرح الأقصر هو المركز لأداء معرض الفن الازرق مان جروب ، منذ ذلك الحين انتقلت إلى مونتي كارلو .
يتميز الفندق بوجود مسلة 140 قدم (43 م) عالية و110 قدم (34 متر) طويل القامة إعادة إنشاء تمثال أبو الهول في الجيزة .

## روابط خارجية
- الموقع الرسمي للفندق